# Ano Doliana
Ano Doliana (grec: Άνω Δολιανά, 'Doliana de dalt'), o bé simplement Doliana, és una vila de Grècia situada dins el terme municipal de Cinúria del Nord, a la unitat perifèrica d'Arcàdia. Es tracta d'una vila muntanyosa amb les cases construïdes de pedra, i està protegit com a poblament tradicional. El 2011 tenia 90 habitants.
Actualment, molt pocs habitants hi resideixen durant tot l'any; la major part el fan servir com a residència d'estiu, mentre que la resta de l'any habiten a Kato Doliana, que té un clima més suau. En els darrers anys s'ha erigit en una destinació turística relativament popular, amb un nombre important de visitants, especialment durant els caps de setmana de la temporada d'hivern.

## Geografia
L'assentament està situat als afores del sud de la plana de Trípoli. S'estén entre 950 i 1.050 metres d'altitud, construït en forma d'amfiteatre als vessants nord del Parnó, farcit d'avets, castanyers, plàtans i cirerers, envoltat de corrents i petites cascades. El poble està distribuït en dos barris, i té vistes a l'altiplà de Trípoli, amb l'horitzó visual que arriba fins al Mont Mènal, l'Artemísion, l'Aroània i l'Erimant.

## Demografia

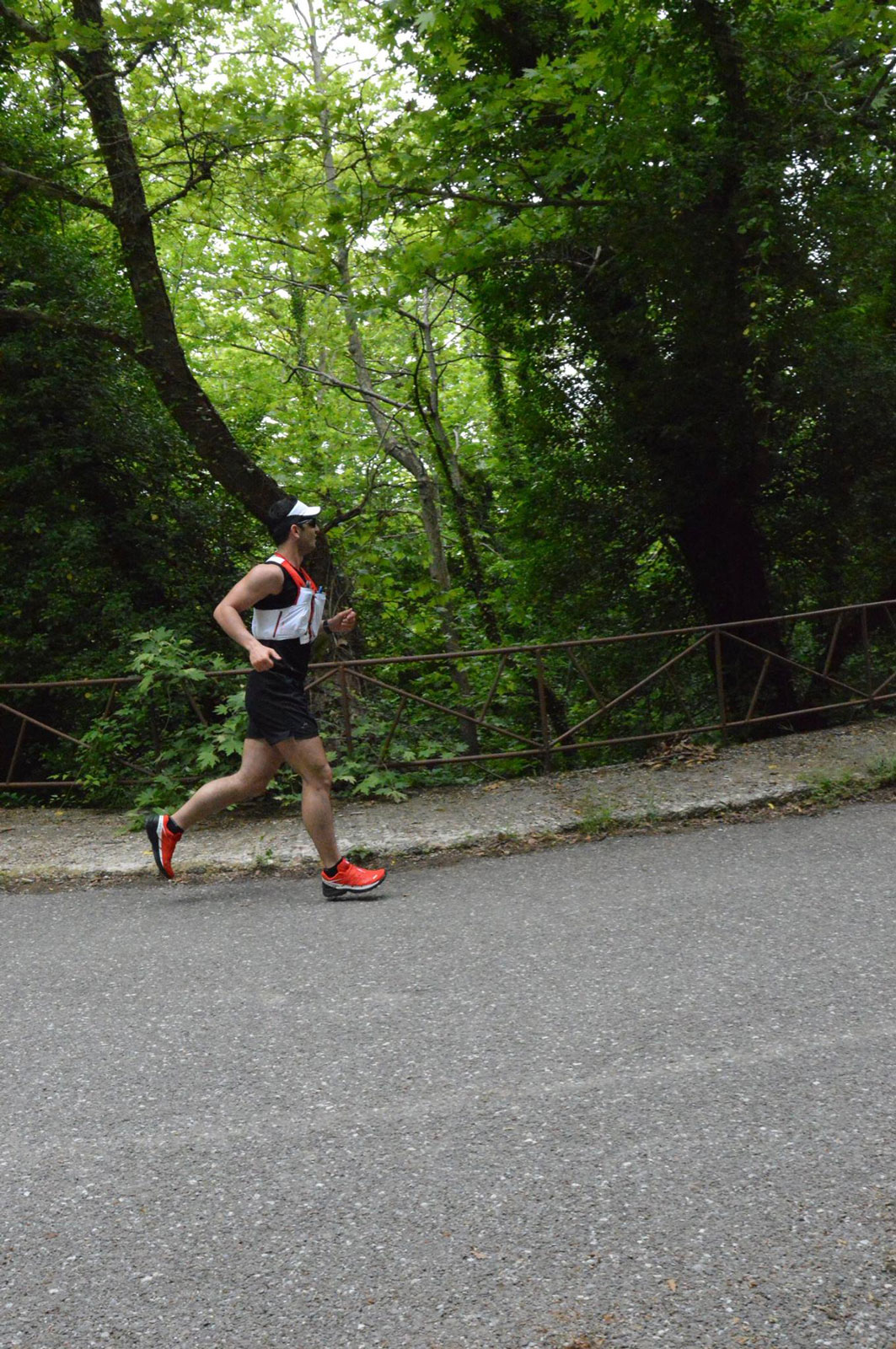
Captura de la mitja marató de la muntanya de Doliana

| Any  | Població |
| ---- | -------- |
| 1834 | 893      |
| 1861 | 1.336    |
| 1870 | 1.323    |
| 1879 | 1.682    |
| 1889 | 1.577    |
| 1896 | 1.649    |
| 1907 | 1.627    |
| 1920 | 1.849    |
| 1928 | 1.796    |
| 1940 | 1.594    |
| 1951 | 66       |
| 1961 | 12       |
| 1971 | 6        |
| 1981 | 19       |
| 1991 | 69       |
| 2001 | 80       |
| 2011 | 90       |

## Esports
De 2015 ençà, hi té lloc una mitja marató anual de muntanya, normalment entre finals de maig i mitjans de juny, juntament amb una cursa de 5 km per a corredors amb menys experiència i una cursa per a nens de 1000 m. Es tracta d'un esdeveniment actualitzat des del 2017 i que està sota els auspicis de SEGAS, l'òrgan de govern d'Esports aficionats de Grècia.

## Activitats

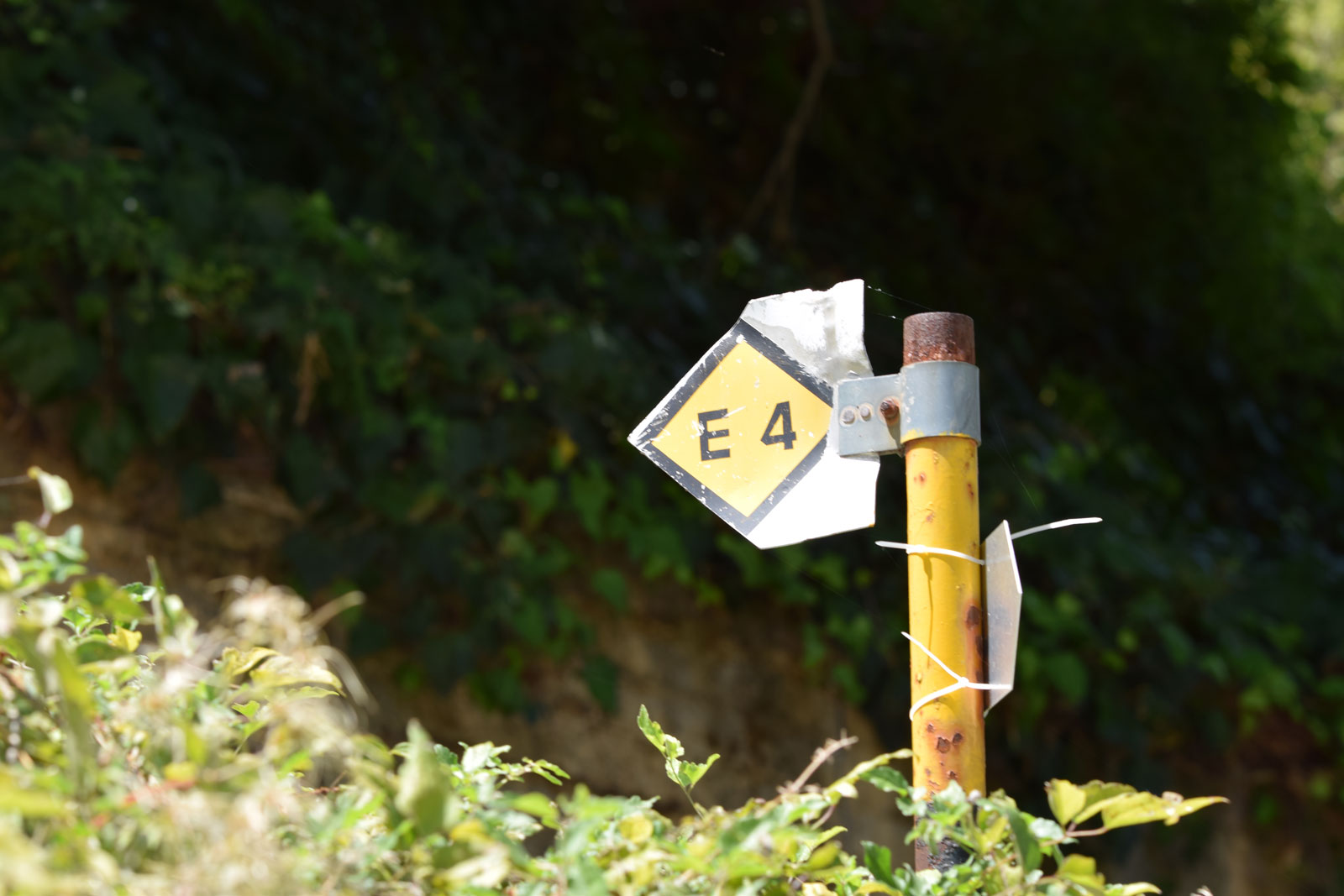
E4 camí europeu signe en Ano Doliana

El sender E4 de distància llarga travessa completament Doliana, de manera que és un indret ideal pel senderisme.
Situada a la vora més septentrional del Mont Parnó, Doliana també serveix de punt de partida de la Parnon Trail, una ruta de senderisme de 200 quilòmetres de longitud que passa per antics camins de la regió i que actualment està en fase de revalorització de grups de voluntaris locals. Travessa tota la serralada del Parnó per tota la zona més àmplia de Cinúria, i combina muntanya i mar al llarg del camí.